# Норвегия във Втората световна война
Норвегия участва във Втората световна война на страната на Съюзниците от 9 април 1940 година до края на войната.
В първите месеци на войната Норвегия запазва неутралитет, но през април 1940 година е нападната от Германия, която в рамките на два месеца завзема цялата територия на страната. Кралското семейство се евакуира в Лондон, заедно с правителството на Йохан Нюгорсволд, което продължава да действа в изгнание. Смята се, че 10% от населението на Норвегия е подкрепяло нацистката окупация, въпреки че броят е несигурен. По-голямата част от населението на Норвегия обаче отхвърлят окупацията и се борят срещу нея по различни начини. Североизточната част от страната е завзета от Съюзниците през есента на 1944 година, но боевете в северните и западните райони продължават до пролетта на 1945 година.